# Грандидијеов мунгос
Грандидијеов мунгос (лат. Galidictis grandidieri) је врста сисара из породице мадагаскарских звери или мадагаскарских мунгоса (Eupleridae). 

## Распрострањење
Ареал врсте је ограничен на Мадагаскар.

## Станиште
Станишта врсте су шуме и жбунаста вегетација. 

## Угроженост
Ова врста се сматра угроженом.